# Jean-François Daniel
Pour les articles homonymes, voir Daniel.
Jean-François Daniel, né le 14 juin 1964 à Sospel (Alpes-Maritimes), est un footballeur professionnel français.

## Biographie
Jean-François Daniel est un milieu de terrain gaucher. Formé à l'AS Saint-Étienne, il fréquenta la Première Division durant de longues saisons, portant tour à tour les maillots de clubs comme Lille, Cannes, Bordeaux ou Nice. 
Il rejoignit notamment les Girondins de Bordeaux en 1992, alors entraînés par Rolland Courbis, en provenance de l'AS Cannes, en compagnie de deux partenaires azuréens, Éric Guérit et Zinédine Zidane. Philippe Raschke, Christophe Marx, Rainer Ernst et Patrice Lestage firent le chemin inverse dans le cadre de cet échange de joueurs. 
Sa passion pour le football l'a conduit à l'AS Sospel, formation de son village natal, où il officiait encore en 2009 en tant qu’entraineur-joueur.

## Carrière
- 1982-1987 : AS Saint-Étienne ( France)
- 1987-1988 : Lille OSC ( France)
- 1988-1992 : AS Cannes ( France)
- 1992-1995 : Girondins de Bordeaux ( France)
- 1995-1996 : OGC Nice ( France)[2]

## Palmarès
- Champion de France de deuxième division (1986)